# 天蒜
天蒜（学名：Allium paepalanthoides）是葱科葱属的植物，是中国的特有植物。分布于中国大陆的山西、四川、河南、陕西等地，生长于海拔1,400米至2,000米的地区，多生于阴湿山坡、沟边及林下，目前已由人工引种栽培。

## 延伸阅读
[在维基数据编辑]
 《植物名實圖考·天蒜》，出自吳其濬《植物名實圖考》